# 金鵰特種部隊

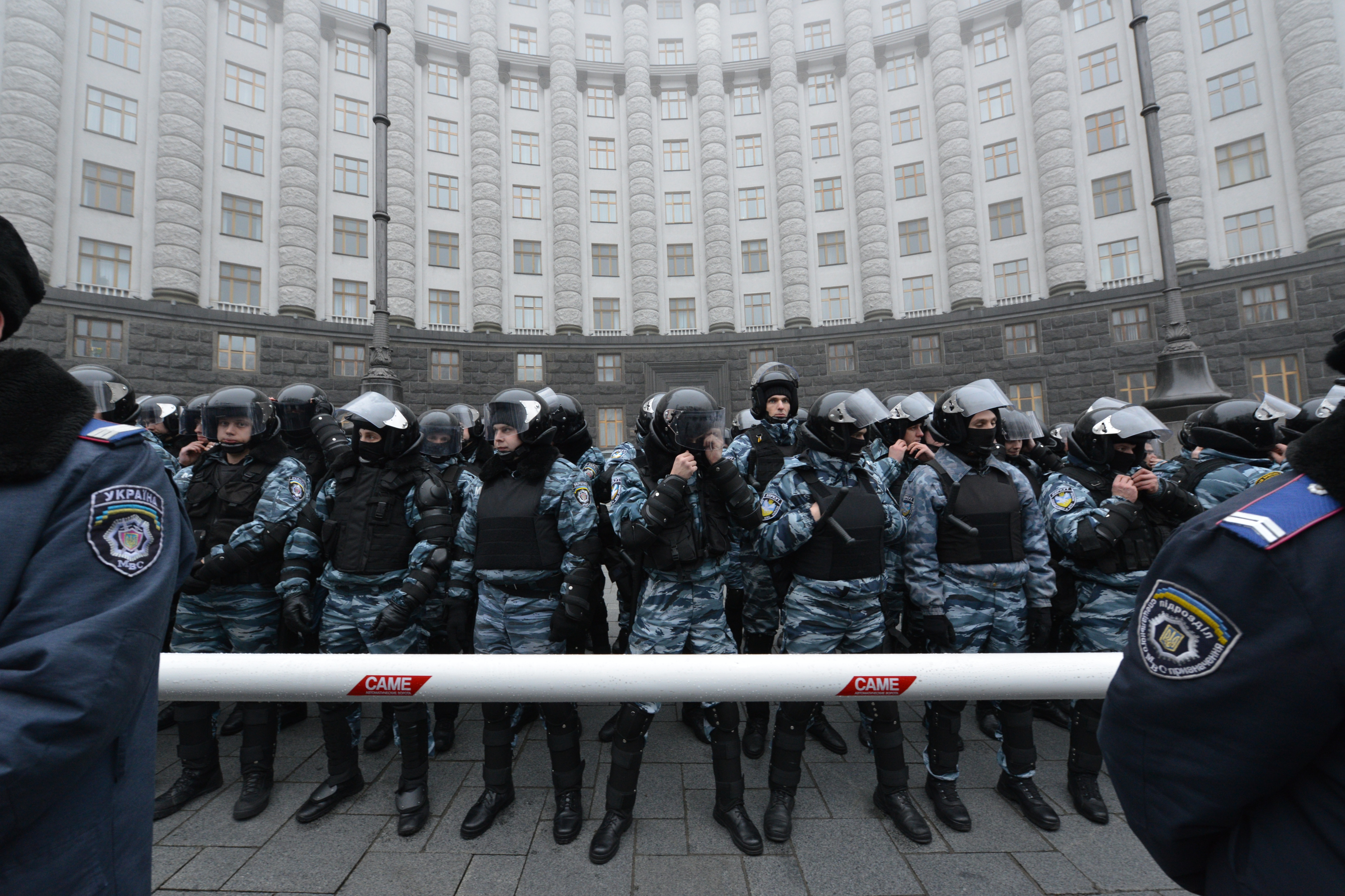
烏克蘭政府大樓前的別爾庫特部隊

別爾庫特部隊（羅馬化：Berkut，又稱金雕特種部隊）是曾經隸屬於烏克蘭內務部的特種警察部隊，因曾參與2013年烏克蘭親歐盟示威的鎮壓行動而被其後掌權的新政權清算並廢除。另一方面，2014年克里米亞共和國併入俄羅斯聯邦後，原克里米亞境內的金雕特种部队被編入俄羅斯聯邦內務部，成為其境內的特別用途機動單位。2016年後改編至俄羅斯國家近衛軍。

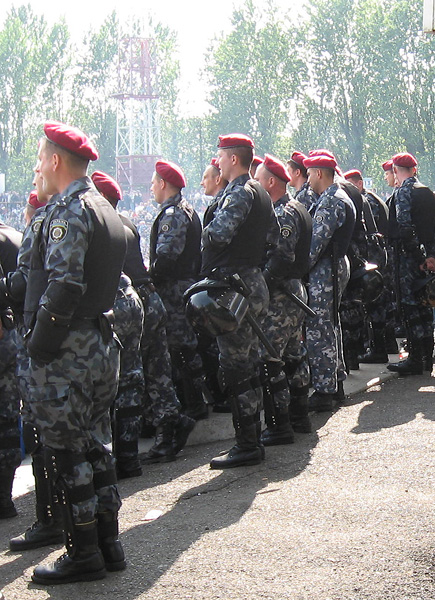
別爾庫特部隊的成員

## 歷史
乌克兰亲欧盟示威运动期间，2013年11月30日，金鵰部队试图驱逐在独立广场聚集的抗议者，但被許多烏克蘭市民、西方國家和現在的烏克蘭政府指控滥用暴力、殴打抗议者，甚至有路过的平民被打。亚努科维奇被趕下台後，在新政權的代理总统亞歷山大·圖奇諾夫以离开金鵰部队的要脅下，所有参与事件的金雕队员被迫在直播前下跪道歉。烏克蘭臨時政府2014年2月26日宣佈关押参与事件的队员，暂停所有薪水和福利待遇，並解散本部隊，以新成立的烏克蘭國家衛隊取代之。
在2014年克里米亞危機其間，位于克里米亚地区的金雕部队（包括下跪事件之后的一部分基辅金雕部隊）宣布与政府决裂，联合民众占领了当地的检查站。克里米亞共和國加入俄羅斯聯邦後，俄方向願意效忠俄羅斯的前烏克蘭，包括基辅地區、克里米亞地區的金鵰部隊成員派發俄羅斯護照，並在保留其原有部隊名稱的前提下把該部隊併入俄羅斯聯邦內務部，被编入塞瓦斯托波尔市OMON“金雕—S”分队（Беркут-C）。2016年被改編至新成立的俄羅斯國家近衛軍。
而消息指在頓巴斯戰爭當中，有超過1000名前金鵰特種部隊成員、前警務人員和前軍人加入了親俄民兵組織作戰。

## 任務
別爾庫特部隊是蘇聯時期特別用途民警單位的繼任者並專門執行高度風險的警察行動，以下是他們會執行的任務類別。
- 鎮壓叛亂
- 要員保護
- 打擊有組織犯罪活動
- 人質救援
- 槍械對策
- 突入行動

## 已知裝備

### 個人武器

#### 手槍
| 武器名稱 | 原產地 | 備註 |
| -------- | ------ | ---- |
| PM       | 苏联   | -    |
| APS      | 苏联   | -    |
| PB       | 苏联   | -    |
| Fort-12  | 乌克兰 | -    |
| Fort-17  | 乌克兰 | -    |
| Fort-21  | 乌克兰 | -    |

#### 突擊步槍
| 武器名稱  | 原產地 | 備註 |
| --------- | ------ | ---- |
| AKM、AKMS | 苏联   | -    |
| AK-74     | 苏联   | -    |
| AKS-74U   | 苏联   | -    |

#### 狙擊步槍
| 武器名稱 | 原產地 | 備註 |
| -------- | ------ | ---- |
| SVD      | 苏联   | -    |

#### 輕機槍／通用機槍
| 武器名稱 | 原產地 | 備註 |
| -------- | ------ | ---- |
| RPK      | 苏联   | -    |
| RPK-74   | 苏联   | -    |
| PKM      | 苏联   | -    |

#### 散彈槍
| 武器名稱 | 原產地 | 備註 |
| -------- | ------ | ---- |
| KS-23    | 苏联   | -    |

#### 反裝甲武器
- 各種型號的火箭推進榴彈

### 個人裝備
- 作戰服
- 戰術頭盔
- 防暴頭盔
- 戰術背心
- 警棍
- 戰鬥刀
- 防彈盾
- 防暴盾

### 車輛
- BTR-60
- BTR-80

## 另見
- 阿爾法小組 (烏克蘭)
- 鑽石反恐特別單位
- 特別用途機動單位